# Obertaufkirchen
Obertaufkirchen è un comune tedesco di 2 427 abitanti, situato nel land della Baviera.